# Les Souhesmes-Rampont
Les Souhesmes-Rampont là một commune thuộc tỉnh Meuse trong vùng Grand Est đông nam nước Pháp.